# Внешняя политика Никарагуа
Внешняя политика Никарагуа — это общий курс Никарагуа в международных делах. Внешняя политика регулирует отношения Никарагуа с другими государствами. Реализацией этой политики занимается министерство иностранных дел Никарагуа.

## История

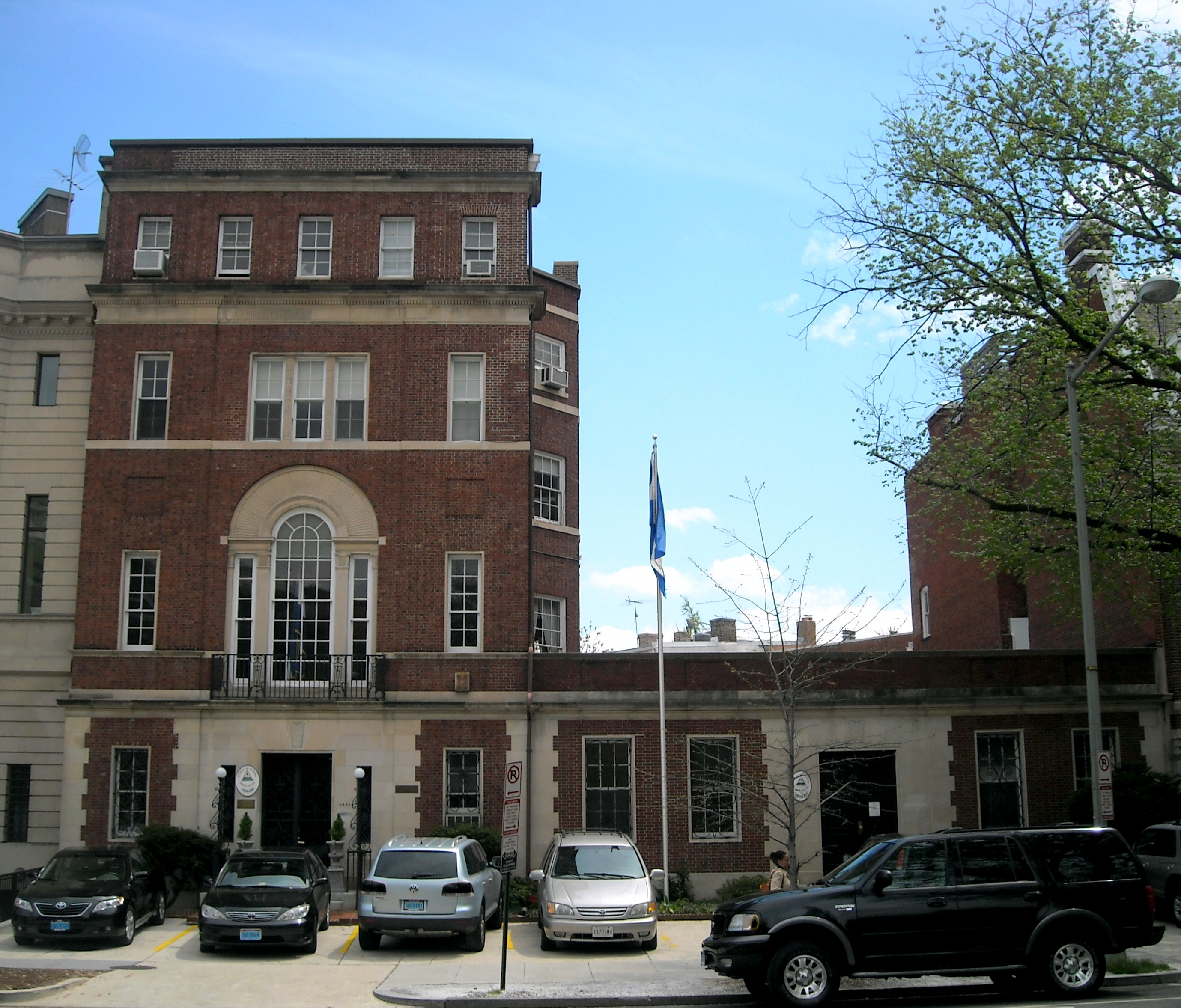
Посольство Никарагуа в США

Никарагуа осуществляет внешнюю политику с момента провозглашения независимости страны в 1838 году.
В период с 1912 до 1925 года и с 1926 по 1933 год Никарагуа была оккупирована силами морской пехоты США.
После 1933 года в стране усиливается влияние европейского фашизма, 27 июня 1936 года Никарагуа вышла из Лиги Наций.
В ходе второй мировой войны Никарагуа присоединилась к Антигитлеровской коалиции, в 1945 году - вступила в ООН.
После победы летом 1979 года Сандинистской революции отношения между Никарагуа и США осложнились.
Руководство СФНО объявило, что во внешней политике страна намерена соблюдать нейтралитет. В июле 1979 года были восстановлены дипломатические отношения с Кубой (разорванные после Кубинской революции), установлены дипломатические отношения с Боливией, НРБ и СФРЮ, в августе 1979 года - с Мальтой, ПНР, ГДР и КНДР, в сентябре 1979 года - с СРВ и СРР, в октябре 1979 года - с СССР, ВНР, МНР, в ноябре 1979 года - с Албанией. В начале сентября 1979 года на 6-й конференции глав государств и правительств неприсоединившихся стран Никарагуа была принята членом движения неприсоединения
В мае 1984 года были установлены дипломатические отношения Никарагуа и Эфиопии, а также создана никарагуанско-костариканская смешанная комиссия для содействия улучшению двусторонних отношений и урегулирования возможных пограничных конфликтов. В июле 1984 года были установлены дипломатические отношения Никарагуа и Суринама.
Правительство Виолеты Барриос де Чаморро после победы на выборах взяло курс на привлечение иностранных инвестиций, внешняя политика в первые годы её президентства была направлена на достижение этой цели. Высокий уровень международного интереса к Никарагуа, вызванный окончанием гражданской войны в этой стране, быстро ослабел после инаугурации Виолеты Барриос де Чаморро. Окончание Холодной войны и прекращение экономической помощи от СССР стало проблемой для правительства Чаморро, которое рассматривало иностранную помощь как важную составляющую экономического развития. Виолета Барриос де Чаморро во время президентской кампании рассматривалась населением страны как политическая сила, которая привлечет иностранные инвестиции, особенно из США. Однако, США заняли нейтральную позицию по отношению к правительству Чаморро, так как им не нравилась политика Объединённой никарагуанской оппозиции по отношению к сандинистам.
В результате правительство Чаморро двигалось по пути других латиноамериканских государств, стремясь диверсифицировать свои внешние отношения и уменьшить зависимость от США, несмотря на их существенных вклад в экономических и политических делах страны. К концу первого года правления правительства Виолеты Барриос де Чаморро в Никарагуа по-прежнему остро ощущалась зависимость от иностранной помощи. В 1990 году правительство ожидало иностранную помощь на сумму более 700 миллионов долларов США, что более чем в два раза превышало экспортные доходы страны от основных продуктов — кофе, хлопка и бананов. Никарагуанские экономисты подсчитали, что иностранная помощь в таком объёме потребуется ещё на три года для обеспечения экономического роста страны и обслуживания государственного долга в размере 9,9 млрд. долларов США.

## Международные отношения
Правительство Чаморро выступало за политическую и экономическую интеграцию стран Центральной Америки. В июне 1990 года президент Виолета Барриос де Чаморро вместе с другими президентами Центральной Америки присутствовала на встрече на высшем уровне в гватемальском городе Антигуа. 17 июня 1990 года лидеры стран Центральной Америки объявили, что они достигли соглашения наладить региональное сотрудничество в области торговли, финансирования, инвестиций и производства. Этот план включал в себя создание Центральноамериканского общего рынка путём пересмотра тарифных и нетарифных барьеров для торговли.
Центральная Америка стремилась к увеличению товарооборота в регионе, что являлось важным шагом к восстановлению экономики и налаживанию долгосрочного экономического роста, а также обеспечить интерес к Центральноамериканскому рынку для Соединённых Штатов. В 1987 году лидеры стран Центральной Америки подписали соглашения по интеграции государств и либерализации торговли. В январе 1991 года Никарагуа ратифицировала соглашение о свободной торговле на официальной встрече в мексиканском городе Тустла, которое окончательно вступила в силу 31 декабря 1996 года.
Впоследствии, однако, Никарагуа не сильно стремилась к региональной экономической интеграции, в отличие от других стран Центральной Америки, что было обусловлено внутренними экономическими условиями. Никарагуа также не активно участвовала в создании Центральноамериканского парламента. На встрече в сентябре 1991 года в Сан-Сальвадоре президенты Гватемалы, Сальвадора и Гондураса договорились провести в следующем месяце первое заседание общего парламента. Однако Никарагуа не провела выборы двадцати делегатов, которые каждая из ценральноамериканских стран должна была направить в общий парламент. Эта задержка была обусловлена расходами на проведение специальных выборов и внутренними политическими причинами. Три страны-участницы предоставили Никарагуа, Коста-Рике (которая еще не ратифицировала договор и Панаме (которая выразила заинтересованность в присоединении к региональной интеграции) тридцать шесть месяцев для принятия необходимых мер по присоединению. В 1993 году после делегаты из Гватемалы, Сальвадора, Гондураса и Никарагуа провел первое заседание в Центральноамериканском парламенте в гватемальском городе Эскипуласе.